# Uniwersytet Genueński
Uniwersytet Genueński (wł. Università degli Studi di Genova, w skrócie UNIGE) – publiczny uniwersytet w Genui, założony w 1481 roku. 

## Historia i teraźniejszość
W roku 1471 dzięki bulli papieża Sykstusa IV Republika Genui otrzymała prawo nadawania stopni naukowych. Założony w 1481 roku Uniwersytet Genueński jest publiczną uczelnią wyższą typu non-profit. Oficjalnie zatwierdzony przez Ministerstwo Edukacji, Szkolnictwa Wyższego i Badań (Ministero dell'Istruzione, dell'Università e della Ricerca) jest dużą uczelnią wyższą (liczba studentów według uniRank w przedziale 35–40 tys.) o charakterze koedukacyjnym. Oferuje kursy i programy kończące się nadaniem oficjalnie uznawanych stopni szkolnictwa wyższego. W dniu 29 grudnia 2011 uczelnia zyskała nowy statut. Uniwersytet Genueński dzieli się na 5 szkół (scuole) i 22 wydziały (dipartimenti), ma 5 bibliotek, 11 ośrodków badawczych i dwa centra doskonalenia zawodowego. Jego filie znajdują się w Savonie, Imperii i La Spezii. W 2009 roku uniwersytet dzielił się na 11 wydziałów. Kształciło się na nim 40,1 tys. studentów.
Na liście 200 czołowych uczelni wyższych Europy zajmuje 190. miejsce (2019).
Siedziba główna uniwersytetu, Palazzo Francesco Maria Balbi Piovera, znajduje się na liście 42 pałaców Genui wpisanych jako Le Strade Nuove i system pałaców Rolli na listę światowego dziedzictwa UNESCO.

## Znani absolwenci
- Giacomo della Chiesa (późniejszy papież Benedykt XV)[7]
- Sandro Pertini (Prezydent Republiki Włoskiej)[8]
- Franco Malerba (pierwszy włoski astronauta)[9]